# 蕭撝
蕭撝（515年—573年），字智遐，南兰陵郡兰陵县（今江苏省常州市武进区）人，追尊梁文帝萧顺之之孙，安成王蕭秀之子。

## 生平
12岁入国学，广读经書、史書，善作文章。封为永丰县侯。初任給事中，历任太子洗馬、中舍人。東魏使者李諧、盧元明被派遣到南梁，梁武帝命蕭撝兼中書侍郎，受币于賓館。转任黄門侍郎。出为寧遠将軍、宋寧宋興二郡太守，转任轻車将軍、巴西郡梓潼郡太守。
侯景之乱，蕭撝为武陵王蕭紀属下使持節、忠武将軍。转任平北将軍、散騎常侍兼益州刺史軍防事。552年（承聖元年），蕭紀在成都称皇帝，蕭撝为侍中、中書令，封秦郡王。蕭紀率軍東下，蕭撝以尚書令、征西大将軍・都督益梁秦潼安瀘青戎寧華信渠万江新邑楚義十八州諸軍事、益州刺史，留守成都。梁州刺史楊乾運守潼州。
553年（承聖2年），西魏大将軍尉迟迥入剑阁，楊乾運投降。蕭撝率兵1万人阻止尉迟迥入蜀。尉迟迥包围成都50日，蕭撝投降西魏。554年（魏恭帝元年），蕭撝担任西魏的侍中、驃騎大将軍、開府儀同三司，封为归善县公。557年（孝閔帝元年），北周建国，进爵黄台郡公。武成年間，周明帝集合文学者、儒学者在麟趾殿校定经書、史書，编纂《世譜》，蕭撝有参与。561年（保定元年），为礼部中大夫。
563年（保定3年），出为上州刺史。567年（天和2年），置露門学，蕭撝与唐瑾、元偉、王褒4人为文学博士。以母亲年老辞任，周武帝准許。其母去世，服丧期满，复职。571年（天和6年），任少保。572年（建德元年），转任少傅。後改封蔡陽郡公。573年（建德2年），蕭撝去世。享年59岁。追赠使持節、大将軍、大都督、少傅、益新始信四州諸軍事、益州刺史。谥号襄。
蕭撝擅长草書隷書，書名次于王褒。精通算数医学。著詩赋杂文数万言。

## 亲属

### 子
- 蕭濟，蕭紀属下貞威将軍、蜀郡太守、東中郎将，北周中外府記室参軍、蒲陽郡守、車騎大将軍、儀同三司

## 资料来源
- 《周书》卷42 列传第34
- 《北史》卷29 列传第17

## 外部連結
[在维基数据编辑]
 《周書·卷42》，出自令狐德棻《周書》
 《北史·卷029》，出自李延壽《北史》